# Macronus ptilosus
Timali-peludo ou tagarela-despenteado (Macronus ptilosus) é uma espécie de ave da família Timaliidae.
Pode ser encontrada nos seguintes países: Brunei, Indonésia, Malásia, Singapura e Tailândia.
Os seus habitats naturais são: florestas subtropicais ou tropicais húmidas de baixa altitude e pântanos subtropicais ou tropicais.
Está ameaçada por perda de habitat.